# Зюдерхайштедт
Зюдерхайштедт (нем. Süderheistedt) — община в Германии, в земле Шлезвиг-Гольштейн.
Входит в состав района Дитмаршен. Подчиняется управлению КЛьГ Хеннштедт. Население составляет 577 человек (на 31 декабря 2010 года). Занимает площадь 8,44 км².